# Internet no Brasil
A Internet no Brasil chega em 1988 por decisão inicial da sociedade de estudantes e professores universitários paulistanos (Fundação de Amparo à Pesquisa do Estado de São Paulo, liderada por Oscar Sala) e fluminenses (Universidade Federal do Rio de Janeiro e Laboratório Nacional de Computação Científica). No entanto, somente a partir de 1996, a Internet brasileira passou a ter seus backbones próprios inaugurados por provedores comerciais, iniciando assim o desenvolvimento dessa rede de telecomunicações.
Desde então, os números de provedores desse serviço e de usuários que o utilizam aumentaram a cada ano. Foi realizada uma reunião, na Universidade de São Paulo, na qual estavam presentes representantes do governo e da Embratel, com o objetivo de criar uma rede que visava interligar a comunidade acadêmica e científica do Brasil com outros países com a finalidade de trocar informações. Em 2013, de acordo com o Procon de São Paulo, os principais provedores de Internet no Brasil eram: Vivo, Claro, TIM, NET e Oi, por ordem decrescente de críticas dos consumidores.

## Trajetória
Em 1988, o Laboratório Nacional de Computação Científica (LNCC) conseguiu se conectar a Universidade de Maryland, acessando a Bitnet (Because It's Time Network), uma rede que permitia a troca de mensagens. No mesmo ano, em São Paulo, a Fundação de Amparo à Pesquisa do Estado de São Paulo (FAPESP) se conectou ao Fermi National Accelerator Laboratory (Fermilab) em Chicago, também por meio da Bitnet. Em 1989, a Universidade Federal do Rio de Janeiro também se conectou à Bitnet através de uma universidade americana, tornando-se a terceira instituição a ter acesso a essa tecnologia. Nesse ano, com o apoio do Conselho Nacional de Desenvolvimento Científico e Tecnológico (CNPq), foi criada a Rede Nacional de Pesquisa (RNP), organização que veio a ser conhecida como a criadora da Internet no Brasil. Sua instalação se deu no Instituto de Matemática Pura e Aplicada (Impa), no Rio de Janeiro, viabilizada pelo Prof. Jonas Gomes, que à época estava a frente da área de computação do instituto. Durante a década de 1990, a RNP foi a responsável por fornecer acesso a internet a aproximadamente 600 instituições, ou seja, por volta de 65 mil usuários. No ano de 1991 o acesso a rede de informações, já denominada internet, já era utilizada também por órgãos do governo e instituições educacionais de pesquisa. Nessa época a internet era utilizada para transferências de arquivos, debates e acesso a base de dados nacionais e internacionais.
O Instituto Brasileiro de Análises Sociais e Econômicas (Ibase), no Rio de Janeiro, trata de uma instituição autônoma que tinha como um dos seu objetivos levar informação à sociedade civil, incluindo o acesso a rede de computadores. Pioneiros no assunto, na década de 1980, o Ibase ligou-se a uma instituição internacional a qual visava a troca de informações entre organizações não governamentais por meio de correio eletrônico. Em 1989, o Ibase juntamente com o Institute for Global Communications, dos Estados Unidos e outras agências internacionais, colocaram em funcionamento o Alternex, que era um serviço de troca de mensagens e conferências eletrônicas, inovador no país. A instituição também foi a responsável pelos primeiros cursos de Internet do Brasil, que ensinavam como acessar a rede e como fazer uma “homepage” (nome usado para definir uma página web na época).
Em 1990, antecipando a alta demanda de participação internacional na Conferência das Nações Unidas sobre Meio Ambiente e Desenvolvimento (ECO-92), realizada no Rio de Janeiro dois anos mais tarde, o Ibase propôs a conexão por Internet como uma solução para os ambientalistas que não poderiam comparecer ao evento presencialmente. Assim nasceu o projeto ISP/Rio do Ibase. A proposta era criar uma rede de computadores conectada à Internet nos pontos do Rio de Janeiro em que ocorreriam a Conferência por meio de um circuito internacional IP 64 kbits. Após mais de um ano de negociações por parte do Ibase, com apoio de membros da RNP (sobretudo seu líder, Tadao Takahashi) e do PNUD (em Nova Iorque), o secretário-geral da ECO-92 solicitou a inclusão do ISP/Rio no Acordo de Sede do evento.
Trata-se de um projeto que mudou a trajetória da Internet no Brasil. Sua aderência por parte da ONU diminuiu a resistência do governo brasileiro à criação de redes permanentes em território nacional, posteriormente liberando a ativação de dois pontos de conexão entre o Rio de Janeiro (UFRJ), São Paulo (FAPESP) e os Estados Unidos.
Em 1992, ocorreu a implantação de uma rede que cobria grande parte do país. Inicialmente interligava onze estados, uma rede de equipamentos e linhas de comunicação que compunham o que se pode chamar de central da RNP. No ano seguinte a BBS Canal Vip, que foi criada em 1986 por Paulo Cesar Breim, e é o primeiro sistema do Brasil a oferecer uma conta de internet, gratuita, a qualquer pessoa. Nos anos seguintes, seguiu-se o processo de divulgação dos benefícios da internet entre os estudantes e empresas privadas. Em 1994, alunos da USP criaram inúmeras páginas na Web. Somente em 1995 (com os sistemas implantados a partir de 1992) foi realizada a primeira transmissão a longa distância entre os estados, realizada por São Paulo e Rio Grande do Sul, e finalmente neste mesmo ano foi liberada a operação comercial no Brasil. No mesmo ano, foi criado o Comitê Gestor da Internet no Brasil, com a atribuição de coordenar e integrar todas as iniciativas de serviços Internet no país, promovendo a "qualidade técnica", a inovação e a disseminação dos serviços ofertados.
Em 1996 surgem os dois primeiros portais de internet privados do Brasil: o Zaz e UOL. No ano seguinte, alguns órgãos públicos foram informatizados. O governo também desenvolve um serviço permitindo a entrega da declaração do Imposto de renda por meio da Internet.
Em 2000, surgem as primeiras provedoras de acesso gratuito, como o iG. Ainda com conexão discada, essas provedoras eram financiadas por meio de propagandas e banners colocados sobre o navegador. O modelo se provou insustentável; no mesmo ano, essas provedoras começaram a fechar. Ainda no mesmo ano, surgem as primeiras provedoras de acesso por tecnologias de banda larga como o ADSL, aumentando a qualidade da conexão e permitindo pela primeira vez a transmissão de vídeo.
A partir de 2004, com o advento das redes sociais, mais notavelmente o Orkut e posteriormente o Facebook, a Internet começa a se popularizar como uma mídia de massa no Brasil e, a partir de 2007, com o surgimento dos primeiros smartphones e da conexão 3G, passa a estar disponível também em dispositivos móveis.
Em 2016, pela primeira vez, mais de 50% dos domicílios brasileiros estão conectados à Internet.
Em 2017, o celular para navegar na rede era usado em 80,4% das casas com acesso à internet, já o computador para esse fim estava em 76,6% desses domicílios e teve queda na comparação com 2013 (88,4%), se tornando o principal meio de acesso a internet no Brasil.

## Social

### Inclusão digital
O Brasil tem se conectado a cada ano, a inclusão digital tem se acelerado no pais principalmente devido aos acontecimentos e consequências da pandemia. Entretanto percebe-se que a curva de crescimento da inclusão digital no Brasil vem sendo alta anos antes, visto que a pesquisa TIC Domicílios 2019 mostrou que 79 porcento dos brasileiros acessaram a internet pelo menos uma vez nos últimos três meses, em comparação a dez anos atrás havia somente 41 porcento da população estava conectada. O avanço tecnológico também facilitou a inclusão social, a taxa da população que possui um smartphone cresceu e se tornou o aparelho mais utilizado para a conexão com a internet no pais superando os computadores e diversos outros aparelhos. 

#### Inclusão digital e trabalho
A inclusão digital é importante, ao ponto de politicas publicas serem criadas para que mais pessoas se incluam no meio de usuarios das tecnologias, pois o mercado brasileiro tem se digitalizado nas ultimas decadas como o mercado de TI em crescente expansão,  isto afeta tambem todo os serviços ja existentes no Brasil; cerca de 70 porcento das micro e pequenas empresas estão digitalizadas no Brasil principalmente pelos acontecimentos da pandemia, entretanto, com a popularização dos serviços digitais no Brasil, como: IFood; Uber Eats entre outras, a necessidade de um profissional que saiba utilizar tecnologias basicas como o telefone celular ou navegador em um computador, a cada ano, sera mais demandado.

### Exclusão digital
Temos no Brasil grandes indices de desigualdades sociais e socioeconômicas, diferenças na população que ocasionam na exclusão social de determinados grupos da sociedade e nos aspectos sociais da internet tais desigualdades geram uma exclusão digital no Brasil. Seja pelo fato do individuo não possuir o equipamento para o acesso a rede ou pela falta de conhecimento para acessar a mesma, pode se considerar como excluídas digitalmente as pessoas que têm dificuldade até mesmo em utilizar as funções do telefone celular ou que não tem acesso aos equipamentos ou a rede de internet. O afastamento de um individuo de meios digitais não prejudica somente o lazer e entretenimento da pessoa, mas os afete na procura de emprego tendo em vista que a necessidade do uso de tecnlogias e o mercado de TI tem crescido no pais deste dados de 2016.

#### Exclusão dos idosos
A terceira idade sofre acentuadamente com a exclusão digital em um mundo que se torna a cada dia mais digital, o afastamento da parcela mais velha da população se deve por fatores sociais tais quais como o acesso, situação economica e principalmente a escolaridade,  os idosos continuam apartados do mundo digital pela dificuldade de adaptação ao digital devido, principalmente, a falta da escolaridade necessaria para acessar a rede, tendo em vista que pesquisa realizada pelo Sesc São Paulo e pela Fundação Perseu Abramo mostra que o nível médio de escolaridade, entre os idosos é ainda baixa, 14 porcento de idosos que nunca foram à escola e 24 porcento que têm o ensino fundamental incompleto. O aumento dos maiores de 60 anos que disseram ter conhecimento sobre o termo internet subiu entre os periodos da pesquisa, 63 porcento em 2006 e 81 porcento em 2020, porem apenas 19 porcento dos idosos fazem uso efetivo da rede 72 porcento da população da terceira idade nunca utilizou um aplicativo e 62% nunca utilizou redes sociais. Essa quadro demonstra que a população idosa tem estado afastada do potente meio de informação, comunicação, entretenimento e saude de nossa atual sociedade.

## Internet no Governo brasileiro

### Governo Eletrônico
O advento de Internet e as inovações nas tecnologias de comunicação proporcionaram às organizações a possibilidade de migrar sistemas existente em plataformas tradicionais para sistemas com interface web. O esgotamento da sobrevivência dos sistemas legados ainda pode ser considerado um exemplo de fator impulsionador da constituição de sistemas baseados na internet que realmente formam o governo eletrônico. Outros aspectos que estimulam o surgimento de tais inovações são na ordem pertinentes ao governo:
1. A necessidade das administrações aumentarem suas arrecadações e melhorar seus processos internos;
2. As pressões da sociedade para que o governo aperfeiçoe seus gastos e atue, cada vez mais com transparência, qualidade e modo de universal nas ofertas de serviços aos cidadãos e organizações em geral.

O governo eletrônico é considerado como fornecedor de informações e serviços governamentais através da internet. Essa definição difere do conceito de e-gov, e alguns autores utilizam as definições de e-government de forma intercambiável, ou mais especificamente, porque sua estrutura é a dimensão politica mais avançada. No entanto, reconhece-se que é uma distinção didática, pois ambas as estruturas se baseiam em processos organizacionais, politicos e institucionais que visam utilizar as tecnologias de informação e comunicação para criar novos mecanismos de segurança, cujo resultados ainda não podem ser previstos com precisão.

### Governança de Dados
Governança de dados é o gerenciamento de dados de alto nível, ou seja, o gerenciamento de ativos de dados com autoridade e controle relacionados ao planejamento, monitoramento e execução, a fim de promover a interoperabilidade das informações, ferramentas analíticas para fornecer aos cidadãos, organizações e empresas políticas publicas e atualizações serviços digitais simples e mais flexíveis. Com a publicação do decreto n° 10.046, de 9 de outubro de 2019, no contexto da transformação digital, o governo aprimorará suas relações com a sociedade, ampliando os aspectos de governança do compartilhamento de dados na administração pública federal. Além de continuar coordenando as atividades com os órgãos federais, o governo está avançando na área de segurança jurídica, trazendo maior clareza às regras e mecanismos para a troca de informações necessárias ao cumprimento da política.

#### Compartilhamento de Dados
De acordo com o Art. 2º deste decreto compreende-se por compartilhamento de dados "a disponibilização de dados pelo seu gestor para determinado recebedor de dados" facilitando o acesso dos cidadãos aos serviços públicos . Na prática, visa entre outros objetivos, evitar que os cidadãos se desloquem de um órgão para outro a fim de coletar documentos e certidões para prestar os serviços que desejam. 
Em nível federal, a governança de dados é realizada por intermédio de um comitê central  com atribuições para deliberar, orientar e definir diretrizes para a categorização de compartilhamento amplo, restrito e específico, e a forma e o meio de publicação dessa categorização, observada a legislação pertinente, referente à proteção de dados pessoais; e as orientações e as diretrizes para a integração dos órgãos e das entidades pública com o Cadastro Base do Cidadão.

## Cronologia
Os fatos que marcaram a história da internet no Brasil estão listados abaixo cronologicamente.
- 1989 — Delegação do Código de País de Domínio de topo (ccTLD) .br ao Brasil. Dois anos depois já estava disseminada por vários órgãos públicos; Criação da RNP no Impa;
- 1990 — Início do desenvolvimento do projeto ISP/Rio do Ibase, que abriu as portas para a consolidação de redes permanentes no Brasil;
- 1992 —  Implantação de uma central da RNP;
- 1993 — A BBS Canal Vip, criada em 1986 por Paulo Cesar Breim, é o primeiro sistema do Brasil a oferecer uma conta de email gratuita, a qualquer pessoa;
- 1995 — Criação do Comitê Gestor da Internet no Brasil (CGI.br); site do Jornal do Brasil;
  - Realizada a primeira transmissão (com os sistemas implantados a partir de 1992) de dados por São Paulo e Rio Grande do Sul;
  - Canal Vip recebe primeiro IP comercial no Brasil e registra o primeiro domínio.com do Brasil: canalvip.com.br;
  - Primeiros sites de empresas; sites do Biquini Cavadão e Barão Vermelho são os primeiros de música a entrar no ar.  Fundação da MediaLab, uma das primeiras agências digitais do País;
- 1996 — Nasce a primeira rede de IRC brasileira, a BrasIRC;
  - Universo Online, mais conhecido pela sigla UOL, é fundada;
  - É fundado o portal ZAZ, que foi um dos maiores portais do Brasil até o início de 2000, quando foi substituído pelo Terra, que existe até hoje.
- 1997 — Pela primeira vez o imposto de renda pode ser entregue pela internet;
  - O Brasil já possuía mais de 1,8 milhões de usuários;
  - Um provedor de São Paulo lança o Zipmail, serviço de e-mail gratuito;
  - O Tribunal Superior Eleitoral divulga em tempo real o resultados das eleições;
- 1999 — A UOL lança um software de conversação instantânea (Bate Papo da UOL);. No mesmo ano é lançado pela Microsoft o MSN Messenger, para o Windows, popularizando-se nos anos 2000;[23]
- 2000 — Lançamento do iG e da Globo.com; primeiras conexões de banda larga;
- 2003 — É fechado um acordo de colaboração entre América Latina e Estados Unidos que beneficia pesquisadores e instituições, permitindo a conexão e a troca de tráfego entre as duas redes;
- 2004 — Lançamento do Orkut, rede social da Google que logo se tornou o primeiro fenômeno de massa pela Internet no Brasil;
  - Vivo implanta a primeira rede de conexão móvel 3G no Brasil;
  - Nesse ano, 12,2% da população por domicílios tinham acesso à Internet;
- 2005 — 13,6% da população em domicílios tinham acesso à Internet, por meio de microcomputador pessoal;[24]
- 2007 — Ocorre a implantação do sistema de televisão digital no Brasil; 20% da população tinha acesso à Internet no domicílio;
- 2010 — 41,7% da população brasileira estava conectada a internet, 67,9 milhões de pessoas;[25]
- 2011 — Início das operações da Netflix no Brasil;
- 2012 — O Facebook se torna a rede social mais usada no Brasil, ultrapassando o Orkut;
  - "Não Faz Sentido" se torna o primeiro canal brasileiro no YouTube a ultrapassar um milhão de inscritos;[26]
- 2013 — Mobilizações políticas em redes sociais dão início às Jornadas de Junho, primeira grande mobilização popular brasileira no século XXI;
- 2014 — Entra em vigor o Marco Civil da Internet;
  - Pela primeira vez, a Internet passa a atingir mais de 50% dos domicílios no Brasil. A partir de 2014 incluiu-se outros dispositivos de acesso (5,6%).[27]
- 2016 — Compras pela Internet no Brasil superam as compras em lojas físicas.[28]
  - 64,7% da população brasileira declara ter acesso na internet, são 116 milhões de pessoas.[29] E
- 2017 — Senado aprova projeto que proíbe limitação de dados na internet fixa. .[30]
- 2018 — Notícias falsas circulam 70% mais do que as verdadeiras na internet, notícias consideradas falsas se espalham mais facilmente na internet.[31]
- 2020  — Brasil atinge marca de 81% de pessoas conectadas a internet, equivalente a 152 milhões de pessoas.[32]
- 2021  — Brasil realiza o maior leilão do 5G, segundo a OCDE, movimentando 46,790 bilhões de investimento.[33]
- 2023  — Brasil atinge marca de 88% de pessoas conectadas a internet, equivalente a 164,5 milhões de pessoas.